# Tipula (Eumicrotipula) woytkowskiana
Tipula (Eumicrotipula) woytkowskiana is een tweevleugelige uit de familie langpootmuggen (Tipulidae). De soort komt voor in het Neotropisch gebied.